# Наволок (Сланцевский район)
Наволок — деревня в Новосельском сельском поселении Сланцевского района Ленинградской области.

## История
Как деревня Новоселки она упоминается на карте Санкт-Петербургской губернии Ф. Ф. Шуберта 1834 года.

НОВОЛОКА — деревня принадлежит наследникам господина Поршнякова, число жителей по ревизии: 71 м. п., 70 ж. п. (1838 год)

Как деревня Новоселка она отмечена на карте профессора С. С. Куторги 1852 года.

НАВОЛОК — деревня госпожи Орловой, по просёлочной дороге, число дворов — 17, число душ — 52 м. п. (1856 год)

НОВОЛОК — деревня владельческая при колодце, число дворов — 21, число жителей: 80 м. п., 88 ж. п.; Часовня православная. (1862 год) 

В XIX — начале XX века деревня административно относилась к Выскатской волости 1-го земского участка 1-го стана Гдовского уезда Санкт-Петербургской губернии.
Согласно Памятной книжке Санкт-Петербургской губернии 1905 года деревня входила в Малышевское сельское общество.
- Деревня Наволок на карте 1919 года

С 1917 по 1918 год деревня находилась в составе Гоголевской волости Гдовского уезда.
С 1918 года, в составе  Рудненской волости.
С 1922 года, в составе Наволокского сельсовета Доложской волости.
С февраля 1927 года, в составе Выскатской волости.
С августа 1927 года, в составе Новосельского сельсовета Рудненского района.
В 1928 году население деревни составляло 153 человека.
По данным 1933 года деревня Наволок входила в состав Новосельского сельсовета Рудненского района.
С августа 1933 года, в составе Гдовского района.
С января 1941 года, в составе Сланцевского района.
С 1 августа 1941 года по 31 января 1944 года, германская оккупация.
С 1963 года, в составе Кингисеппского района.
С ноября 1965 года, вновь в составе Новосельского сельсовета Сланцевского района. В 1965 году население деревни составляло 30 человек.
По данным 1973 и 1990 годов деревня Наволок также входила в состав Новосельского сельсовета Сланцевского района.
В 1997 году в деревне Наволок Новосельской волости проживали 3 человека, в 2002 году — 5 человек (русские — 80 %).
В 2007 году в деревне Наволок Новосельского СП проживал 1 человек, в 2010 году — 2 человека.

## География
Деревня расположена в юго-восточной части района на автодороге 41К-782 (Новоселье — Засторонье).
Расстояние до административного центра поселения — 4 км.

## Демография
| 1862 | 2007 | 2010 | 2017 |
| ---- | ---- | ---- | ---- |
| 168  | ↘1   | ↗2   | ↘1   |